# Marysville (Ohio)
Marysville ist eine City im Union County, Ohio, Vereinigte Staaten. Es ist der Verwaltungssitz des Union Countys. Das U.S. Census Bureau ermittelte bei der Volkszählung 2020 eine Einwohnerzahl von 25.571.
Benannt ist die Stadt nach der Tochter Mary des Gründers Samuel W. Cuthbertson.

## Geographie
Nach den Angaben des United States Census Bureaus hat die Stadt eine Gesamtfläche von 40,4 km², wovon 40,2 km auf Land und 0,2 km² auf Gewässer entfallen.
Marysville liegt am Kreuzungspunkt verschiedener Fernstraßen, diese werden durch eine Ortsumgehung westlich, nördlich und östlich am Zentrum vorbeigeleitet, lediglich die Ohio State Route 38 führt als Main Street in Nord-Süd-Richtung durch das Zentrum der Stadt. Die Umgehungsstraße wird durch teilweise überlappende Streckenabschnitte von U.S. Highway 33, U.S. Highway 36, Ohio State Route 4 gebildet. An der Umgehungsstraße enden Ohio State Route 31 und Ohio State Route 245. Die Eisenbahnstrecke der Penn Central führt durch die Stadt, durch die auch der Mill Creek mäandriert.

## Demographie
Zum Zeitpunkt des United States Census 2010 bewohnten Marysville 22.094 Personen. Die Bevölkerungsdichte betrug 546,9 Personen pro km². Es gab 7314 Wohneinheiten, durchschnittlich 181 pro km². Die Bevölkerung Marysvilles bestand zu 90,4 % aus Weißen, 4,5 % Schwarzen oder African American, 0,3 % Native American, 2,3 % Asian, 0,1 % Pacific Islander, 0,6 % gaben an, anderen Rassen anzugehören und 1,8 % nannten zwei oder mehr Rassen. 1,8 % der Bevölkerung erklärten, Hispanos oder Latinos jeglicher Rasse zu sein.
Die Bewohner Marysvilles verteilten sich auf 7314 Haushalte, von denen in 41,7 % Kinder unter 18 Jahren lebten. 53,1 % der Haushalte stellten Verheiratete, 11,6 % hatten einen weiblichen Haushaltsvorstand ohne Ehemann und 31 % bildeten keine Familien. 25,2 % der Haushalte bestanden aus Einzelpersonen und in 8,1 % aller Haushalte lebte jemand im Alter von 65 Jahren oder mehr alleine. Die durchschnittliche Haushaltsgröße betrug 2,6 und die durchschnittliche Familiengröße 3,16 Personen.
Die Bevölkerung verteilte sich auf 28,8 % Minderjährige, 6,4 % 20–24-Jährige, 36,1 % 25–44-Jährige, 20,7 % 45–64-Jährige und 8,1 % im Alter von 65 Jahren oder mehr. Das Durchschnittsalter betrug 33,8 Jahre. Auf jeweils 100 Frauen entfielen 76,3 Männer. Bei den über 19-Jährigen entfielen auf 100 Frauen 66,4 Männer.
Das mittlere Haushaltseinkommen in Marysville betrug 66.233 US-Dollar und das mittlere Familieneinkommen erreichte die Höhe von 79.158 US-Dollar. Das Durchschnittseinkommen der Männer betrug 55.464 US-Dollar, gegenüber 40.973 US-Dollar bei den Frauen. Das Pro-Kopf-Einkommen belief sich auf 22.109 US-Dollar. 6,7 % der Bevölkerung und 5,3 % der Familien hatten ein Einkommen unterhalb der Armutsgrenze, davon waren 6,8 % der Minderjährigen und 8,9 % der Altersgruppe über 65 Jahre betroffen.
Von den Bewohnern Maryvilles mit europäischer Herkunft bekennen sich 30,3 % zu deutschen Vorfahren, 17,3 % zur Abstammung von irischen und 10,8 % zu englischen Ahnen. 4,5 % der Bevölkerung geben an, Wurzeln in Italien zu haben und 3,9 % sind Nachfahren französischer Einwanderer.

## Wirtschaft
Marysville ist ein bedeutender Standort von Honda in den Vereinigten Staaten. Von 1979 bis 2009 wurden in der Marysville Motorcycle Plant Honda-Motorräder gebaut. Mit der Marysville Auto Plant existiert seit 1982 ein zweiter Honda-Standort in der Stadt. In Marysville werden unter anderem der Honda Accord, Honda NSX und mehrere Acura-Modelle gefertigt.

## Persönlichkeiten
- Robert S. Beightler, General und Bauingenieur
- Chase Blackburn, Profi-Footballspieler
- Arthur E. Drumm, Erfinder und Industrieller
- Darren Hall, Profi-Baseballspieler
- Cornelius S. Hamilton (1821–1867), US-Kongressabgeordneter
- John F. Kinney (1816–1902), Jurist und Politiker
- Preston B. Plumb (1837–1891), US-Senator
- James E. Robinson, Richter am Obersten Gerichtshof von Ohio
- James Wallace Robinson (1826–1898), US-Kongressabgeordneter
- Gary Shirk, Profi-Footballspieler
- Thomas B. Ward (1835–1892), US-Kongressabgeordneter

## Partnerstädte
- Segovia, Spanien, seit 2001
- Yorii, Japan, seit 2013